# Фош, Жозеп Висенс
Жозеп Висенс Фош-и-Мас (кат. Josep Vicenç Foix i Mas; 28 января 1893, Саррия (ныне в составе Барселоны) — 29 января 1987, Барселона) — каталанский поэт, прозаик и эссеист.

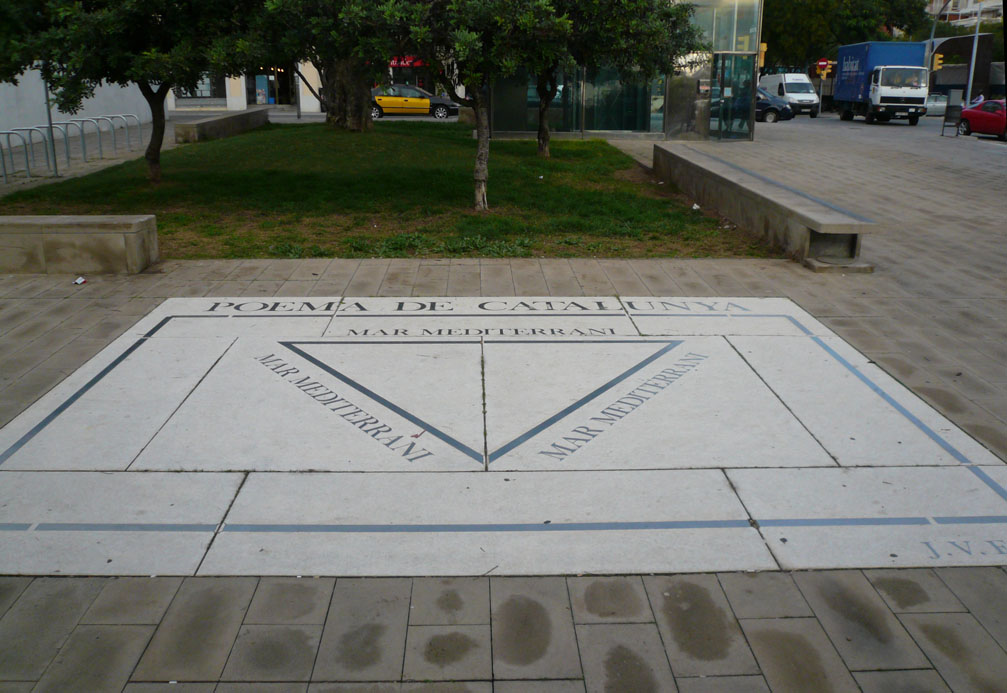
Визуальное стихотворение Ж. В. Фойша (1920), выбитое в 2002 на одной из улиц Барселоны

## Биография

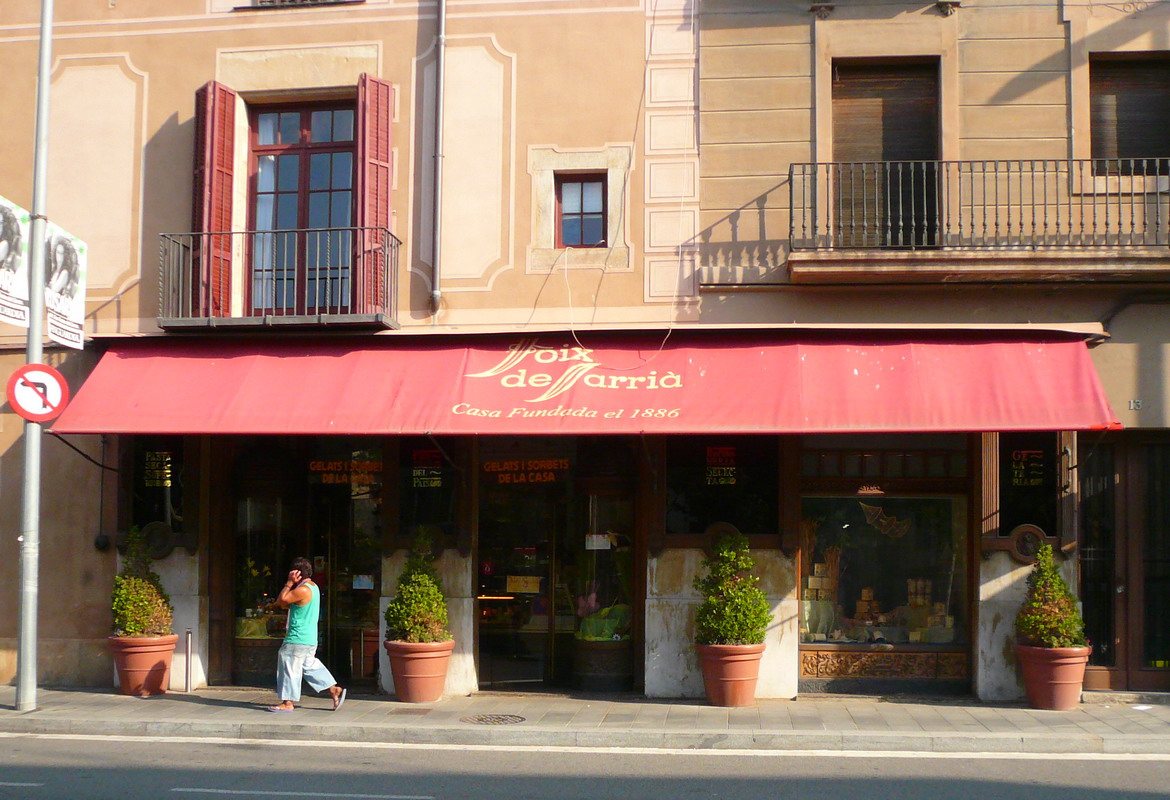
Кондитерская семейства Фойш

Сын известного и потомственного кондитера. Начинал изучать право в Барселонском университете, но ушёл со второго курса. В 1917 г. опубликовал первые стихи. Сотрудничал с различными журналами, печатал стихи, визуальную поэзию (каллиграммы), статьи о теории и практике авангардного искусства. Был редактором известного журнала «Друг искусств» (фр. L'amic de les arts, первое слово превращено из французского в каталанское добавлением буквы «c»), заведовал отделом искусства в журнале «La Publicitat» (1923—1936). Был близок к сюрреализму. Дружил с Дали, Миро, Лоркой, Элюаром.
Во времена франкистской диктатуры находился в тени, из которой постепенно выходил по мере того, как слабела антикаталанская политика режима.

## Книги

### Поэзия
- Sol i de dol 1947, книга сонетов)
- Les irreals omegues 1949
- On he deixat les claus? 1953
- Onze Nadals i un Cap d’Any 1960
- Desa aquests llibres al calaix de baix 1964
- Obres completes I, 1974
- Cròniques de l’ultrason 1985

### Проза
- Del «Diari 1918» 1956
- L’estrella d’en Perris 1963
- Darrer comunicat' 1969
- Allò que no diu «La Vanguardia» 1971
- Tocant a mà 1972
- Obres completes II 1979
- Gertrudis

## Признание
В 1980-е гг., в постфранкистский период, отмечен многочисленными наградами. Золотая медаль правительства Каталонии (1981). Национальная премия Испании по литературе (1984). В 1984 выдвигался Парламентом Каталонии на соискание Нобелевской премии по литературе.